# 몽구 (책)
몽구(蒙求)는 중국 당나라 이한(李翰)이 저작한 어린이들의 문자교육을 위한 아동용 교재이다. 몽구라는 책 이름은 주역(周易) 몽괘(蒙卦)에 있는 구절에서 따왔다.
구성내용은 한문 8자로 구성되었으며, 기록되어 전해진 역사적 사실을 압축하여 8자로 구성하였고, 비슷한 사례의 전래된 이야기들을 2가지의 사례를 4자로 나누어서 적었다.
몽구가 나온 이후에 송나라 시대에 서자광(徐子光)이라는 사람이 주석을 추가한 몽구 보주(蒙求 補注)를 편찬하여 지금 현재에도 전해지고 있다.